# Post-truth politics
De term post-truth politics of fact-free politics heeft betrekking op een politieke cultuur waarbij politici voornamelijk beroep doen op de emoties van de publieke opinie in plaats van op objectieve feiten. Wat al dan niet de waarheid is, is van secundair belang. De term raakte in de bekendheid in het jaar 2016.
Objectieve, empirisch ondersteunde feiten hebben met andere woorden minder invloed op de publieke opinie dan diens emotionele of persoonlijke overtuigingen. Hoewel dit gegeven wordt beschreven als een zeer recent fenomeen, is het mogelijk dat deze tendens reeds gedurende een langere periode deel uitmaakt van de politieke gebruiken maar dat het minder nadrukkelijk aanwezig was voor de opkomst van het internet en de sociale media. Deze twee technologische innovaties vereenvoudigen de publicatie en verspreiding van onwaarheden. "Filterbubbels" zorgen er eveneens voor dat mensen voornamelijk informatie onder ogen krijgen die hun wereldbeeld bevestigen.

## Kenmerken
Politieke journalisten en analytici hebben de term post-truth politics aangehaald bij verwikkelingen in verschillende landen. Deze post-truth politics kan volgens deze analytici gedijen door de 24 uur durende nieuwscyclus, een onevenwicht in het rapporteren van nieuwsfeiten en de toenemende alomtegenwoordigheid van sociale media.
Het idee dat empirische feitelijkheden minder invloed hebben op het beleid dan emoties en persoonlijke overtuigingen, heeft verregaande gevolgen voor de relatie tussen wetenschap en beleid. Het doet het lineaire en feitelijke vertalingsmodel wankelen; een model waarbij de wetenschap gegevens levert aan de politiek, waarna politici de handelingsalternatieven afwegen op basis van hetgeen de wetenschap hen voorschotelt. Wetenschap wordt in een tijdperk van post-truth politics niet aanzien als het hoogste goed in een zoektocht naar de waarheid; de legitimatie ervan wordt zelfs betwist. Als reactie op deze verwikkelingen zijn op internationaal niveau reeds meerdere betogingen georganiseerd "ter verdediging van de wetenschap".
Postmodernistische en relativistische strekkingen hebben een aandeel in het ontstaan van het huidige post-waarheid-tijdperk, in die zin dat zij begrippen zoals intersubjectiviteit hebben ontwikkeld. Het theoretische idee dat er niet zoiets is als één objectieve waarheid lijkt zich nu te uiten in het idee dat de empirisch bewijsbare waarheid er niet langer toe doet. Dit is paradoxaal, aangezien het postmodernisme juist kritisch poogt te zijn ten aanzien van machtshebbers. Dit uit zich in een publiek wantrouwen ten aanzien van autoriteiten en mensen die over een onderwerp spreken vanuit een bepaalde expertise.

## Voorbeelden
De term post-truth politics wordt vaak gebruikt om een aantal 21ste-eeuwse maatschappelijke tendensen te verklaren. Specifieke voorbeelden zijn de Amerikaanse presidentsverkiezingen in 2016, het Brexit-referendum (ook in 2016). Algemener wordt de weerstand tegen klimaatsverandering en vaccinatieprogramma's hierdoor beïnvloed.
George Orwell beschrijft in zijn boek 1984 een wereld waarin historische feiten voortdurend veranderd worden als vorm van propaganda.